# Slobodan Jovanović (cestista)
Slobodan Jovanović (in serbo Слободан Јовановић?; Belgrado, 19 febbraio 1997) è un cestista serbo.